# Дід'є Анжібо
Дід'є Анжібо (фр. Didier Angibeaud; нар. 8 жовтня 1974, Дуала, Камерун) — камерунський футболіст, що грав на позиції півзахисника.
Виступав, зокрема, за клуб «Штурм» (Грац), а також національну збірну Камеруну.

## Клубна кар'єра
Вихованець футбольної школи клубу «Гавр». Дорослу футбольну кар'єру розпочав 1993 року в основній команді того ж клубу, в якій провів два сезони, взявши участь у 17 матчах чемпіонату.
Згодом з 1995 по 1998 рік грав у складі команд клубів «Істр», «Тулон» та «Ніцца».
1998 року перейшов до клубу «Штурм» (Грац), за який відіграв три сезони. Завершив кар'єру футболіста виступами за команду цього клубу 2001 року.

## Виступи за збірну
1998 року у складі національної збірної Камеруну провів шість матчів.
У складі збірної був учасником чемпіонату світу 1998 року у Франції.